# 웨이크 아일랜드 (1942년 영화)
《웨이크 아일랜드》(Wake Island)는 미국에서 제작된 존 패로우 감독의 1942년 전쟁, 드라마 영화이다. 브라이언 돈레비 등이 주연으로 출연하였고 조셉 시스트롬 등이 제작에 참여하였다.

## 출연

### 주연
- 브라이언 돈레비
- 로버트 프레스턴

### 조연
- 맥도날드 카리
- 앨버트 데커
- 바바라 브리튼
- 윌리엄 벤딕스
- 미카일 라섬니
- 월터 아벨
- 빌 굿윈
- 필립 테리
- 돈 캐슬
- 프랭크 앨버트슨
- 다미안 오플린
- 로드 캐머런

## 기타
- 미술: 한스 드레이어
- 미술: A. 얼 헤드릭